# Силовая электроника

График напряжения (синий) при широтно-импульсной модуляции для управления электродвигателем. Магнитный поток в статоре двигателя (красный) имеет приблизительно синусоидальную форму

Силовая электроника — область электроники, связанная с преобразованием электрической энергии, управлением ей или её переключением без управления (включением и отключением):5.
При этом различие силовой и слаботочной электроники не в силе тока или мощности устройства (так, радиовещательный передатчик может быть в тысячи раз мощнее электропривода станка), а в назначении — задача слаботочной техники — точно воспроизвести на приемном конце форму сигнала, потери энергии при этом интересуют во вторую очередь; в случае с силовой техникой в первую очередь ставится задача уменьшения потери энергии при передаче.
Принцип работы преобразователей в силовой электронике основан на периодическом включении и выключении вентилей.:14

## История

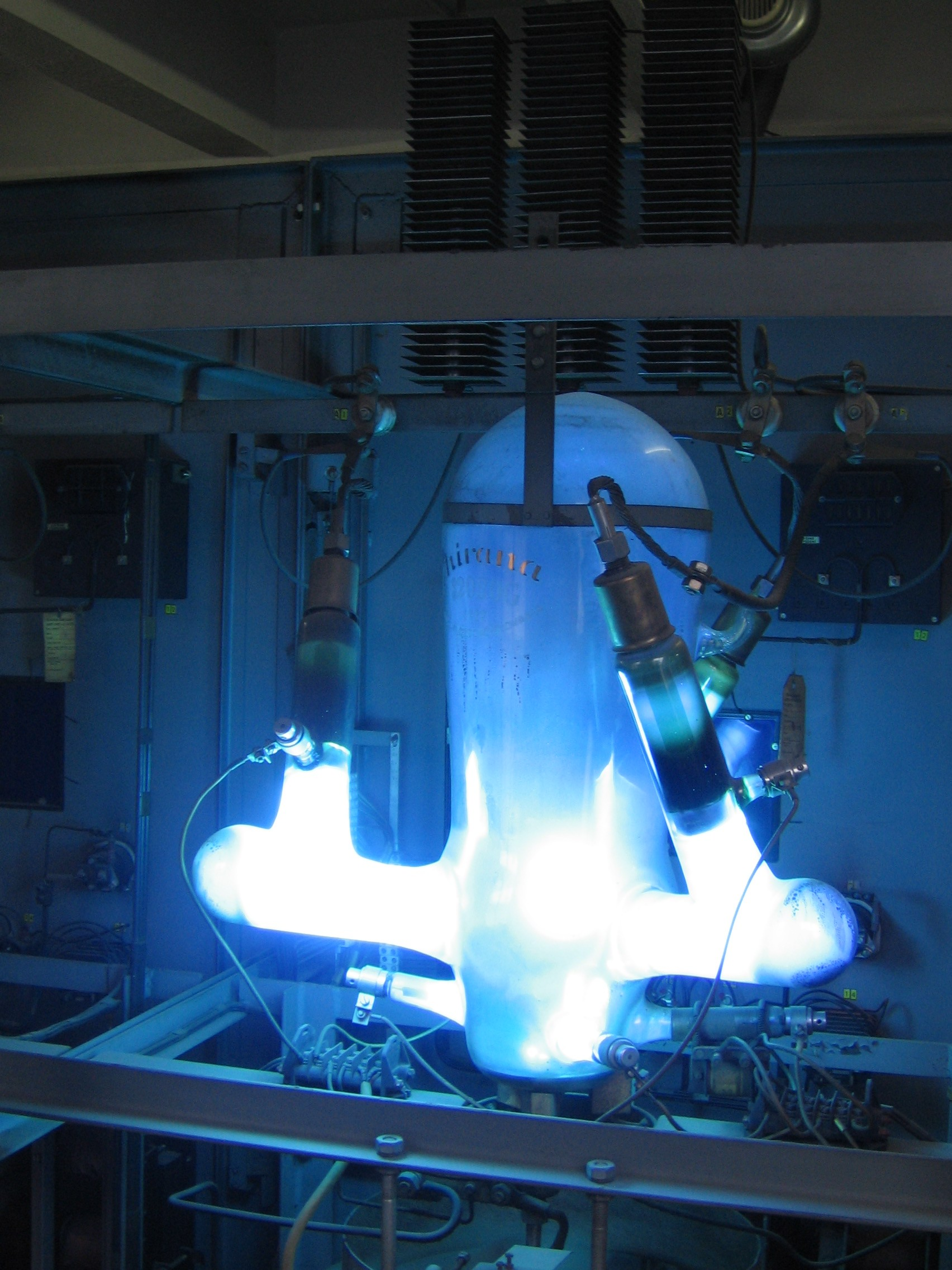
Ртутный выпрямитель

Потребность в силовой электронике возникла после появления первых источников электроэнергии в связи с необходимостью управления токами и напряжениями источников:7. Появление трансформаторов позволило повышать или понижать напряжение переменного тока для потребителя. Создание электронных ламп (электровакуумных диодов) позволило преобразовывать переменный ток в постоянный без использования электромашинных преобразователей:8. Появление ламповых триодов позволило преобразовывать постоянный ток в переменный:9. Создание же ртутных вентилей позволило повысить преобразуемую мощность и используемое напряжение.
К концу 1950-х годов преобразователи могли работать при напряжении до 1 кВ и токах до 900 А:10, в 50-х — 60-х годах было освоено производство полупроводниковых приборов: диодов, тиристоров.:12
В истории силовой электроники можно выделить два периода: изобретение в 1901 ртутного вентиля и появление в 1958 тиристора — начало твердотельной силовой электроники. В настоящее время электроника, как правило, имеет дело с полупроводниками.
До недавнего времени карбид кремния (SiC) оставался безальтернативным вариантом для высоковольтных (свыше 600 В) мощных приборов, где необходимы высокие эффективность, мощность, быстродействие и температура эксплуатации. Из новых материалов полупроводниковой микроэлектроники для интегральных микросхем и изделий силовой электроники наибольший интерес представляет группа широкозонных полупроводников, и в первую очередь нитрид галлия (GaN), SiC, оксид галлия Ga2O3, алмаз. И в связи с решением технических проблем получения более дешевых гетероструктур GaN-Si большого диаметра и толщины — нитрид галлия не только вытесняет кремниевые приборы, но и становится альтернативой SiC в высоковольтных мощных приложениях. Универсальность применения GaN в мощных полупроводниках, ИС, светодиодах делает его наиболее перспективным среди новых материалов микроэлектроники..
Нитрид галлия сейчас является одним из самых востребованных и перспективных материалов в современной силовой электронике, по прогнозам ведущих аналитиков отрасли, среднегодовой темп роста мирового рынка силовой электроники на нитриде галлия в 2022—2024 годах составит 85 %.
Примерно пятую часть мирового рынка силовой электроники контролируют известные японские компании, такие как Mitsubishi Electric, Toshiba и Fuji Electric.

## Применение
Преобразовательная техника

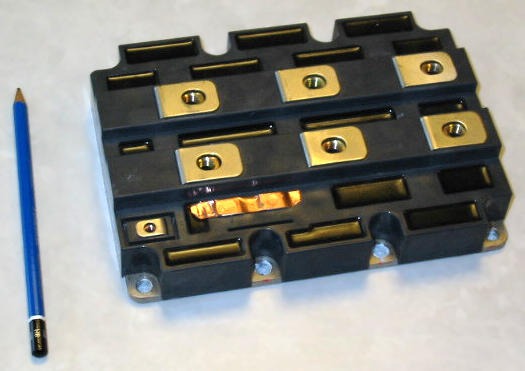
Сборка на БТИЗ для коммутации напряжения до 3300 В и токов до 1200 А

Основными видами преобразования электроэнергии являются:
- выпрямление;
- инвертирование;
- преобразование частоты переменного тока.[1]:25